# Bundesstraße 470
Pour les articles homonymes, voir Route 470.
La Bundesstraße 470 est une Bundesstraße du Land de Bavière.

## Géographie
La B 470 part de la jonction de Bad Windsheim (AS 107) de l'A 7, passe à travers la vallée de l'Aisch, lie Neustadt an der Aisch, Höchstadt an der Aisch et Adelsdorf. De là, la route continue vers Forchheim, à travers la vallée de la Wiesent dans la Suisse franconienne et à travers le district du Haut-Palatinat jusqu'à Weiden, où elle rejoint l'A 93.

## Histoire
Du temps où Camille de Tournon-Simiane est l'intendant français de la province conquise de Bayreuth de 1806 à 1810, la Aischtalstraße Windsheim-Neustadt-Uehlfeld est réaménagée en chaussée.
Le tronçon de Reichelshofen à Endsee jusqu'à l'A 7 est aménagé avec la construction de l'autoroute jusqu'à la Staatsstraße St2416. À Reichelshofen, la B 470 fusionne avec la B 25, qui a également perdu de son importance avec l'A 7 et est déclassée en Staatsstraße St2419.

## Source
- (de) Cet article est partiellement ou en totalité issu de l’article de Wikipédia en allemand intitulé « Bundesstraße 470 » (voir la liste des auteurs).